# دیون چارلز
دیون چارلز (انگلیسی: Dion Charles؛ زادهٔ ۷ اکتبر ۱۹۹۵) بازیکن فوتبال اهل بریتانیا است.
از باشگاه‌هایی که در آن بازی کرده‌است می‌توان به باشگاه فوتبال فایلد و باشگاه فوتبال بلکپول اشاره کرد.
وی همچنین در تیم‌های ملی فوتبال زیر ۲۱ سال ایرلند شمالی و ایرلند شمالی بازی کرده‌است.